# Xu Demei
Xu Demei, född den 23 maj 1967, är en kinesisk före detta friidrottare som tävlade i spjutkastning. 
Xus främsta merit är att hon vann VM-guld i spjut vid VM 1991 i Tokyo. Hon blev den andra kinesiska friidrottare att vinna ett guld vid ett VM. Xu deltog även vid OS 1992 men lyckades inte kvalificera sig för finalen.